# Carl Stonehewer
Carl Bryan Stonehewer (ur. 16 maja 1972 w Manchesterze) – brytyjski żużlowiec.

## Życiorys
W Grand Prix wystąpił w 19 turniejach, zdobywając 106 punktów. Cztery razy awansował do półfinałów (6. miejsce, dwa razy 7. miejsce i raz 8. miejsce).
W lidze polskiej brał udział w 24 meczach i 106 biegach zdobył 185 punkty plus 19 bonusów co daje średnią biegową 1,925.

## Przynależność klubowa
Polska
- ZKŻ Zielona Góra (1999–2001)
- Polonia Piła (2002)

## Mistrzostwa świata

### Punkty w poszczególnych zawodachGrand Prix
| Sezon 2000          |                                |                                |                                 |                        |                        |                           |                     |                   |                       |         |         |         |         |         |         |         |         |         |         |         |         |        |        |        |        |        |        |        |        |        |        |        |        |        |        |        |        |
| GP Czech – Praga    | GP Szwecji – Linköping         | GP Polski – Wrocław            | GP Wielkiej Brytanii – Coventry | GP Danii – Vojens      | GP Europy – Bydgoszcz  | miejsce                   | miejsce             | miejsce           | miejsce               | miejsce | miejsce | miejsce | miejsce | miejsce | miejsce | miejsce | miejsce | miejsce | miejsce | miejsce | miejsce | punkty | punkty | punkty | punkty | punkty | punkty | punkty | punkty | punkty | punkty | punkty | punkty | punkty | punkty | punkty | punkty |
| 10                  | 7                              | 3                              | 4                               | 3                      | 3                      | 18                        | 18                  | 18                | 18                    | 18      | 18      | 18      | 18      | 18      | 18      | 18      | 18      | 18      | 18      | 18      | 18      | 30     | 30     | 30     | 30     | 30     | 30     | 30     | 30     | 30     | 30     | 30     | 30     | 30     | 30     | 30     | 30     |
| Sezon 2001          |                                |                                |                                 |                        |                        |                           |                     |                   |                       |         |         |         |         |         |         |         |         |         |         |         |         |        |        |        |        |        |        |        |        |        |        |        |        |        |        |        |        |
| GP Niemiec – Berlin | GP Wielkiej Brytanii – Cardiff | GP Danii – Vojens              | GP Czech – Praga                | GP Polski – Bydgoszcz  | GP Szwecji – Sztokholm | miejsce                   | miejsce             | miejsce           | miejsce               | miejsce | miejsce | miejsce | miejsce | miejsce | miejsce | miejsce | miejsce | miejsce | miejsce | miejsce | miejsce | punkty | punkty | punkty | punkty | punkty | punkty | punkty | punkty | punkty | punkty | punkty | punkty | punkty | punkty | punkty | punkty |
| 7                   | 5                              | 4                              | 12                              | 6                      | 12                     | 12                        | 12                  | 12                | 12                    | 12      | 12      | 12      | 12      | 12      | 12      | 12      | 12      | 12      | 12      | 12      | 12      | 46     | 46     | 46     | 46     | 46     | 46     | 46     | 46     | 46     | 46     | 46     | 46     | 46     | 46     | 46     | 46     |
| Sezon 2002          |                                |                                |                                 |                        |                        |                           |                     |                   |                       |         |         |         |         |         |         |         |         |         |         |         |         |        |        |        |        |        |        |        |        |        |        |        |        |        |        |        |        |
| GP Norwegii – Hamar | GP Polski – Bydgoszcz          | GP Wielkiej Brytanii – Cardiff | GP Słowenii – Krško             | GP Szwecji – Sztokholm | GP Czech – Praga       | GP Skandynawii – Göteborg | GP Europy – Chorzów | GP Danii – Vojens | GP Australii – Sydney | miejsce | miejsce | miejsce | miejsce | miejsce | miejsce | miejsce | miejsce | miejsce | miejsce | miejsce | miejsce | punkty | punkty | punkty | punkty | punkty | punkty | punkty | punkty | punkty | punkty | punkty | punkty |        |        |        |        |
| 13                  | 5                              | 2                              | 1                               | 2                      | 4                      | 3                         | –                   | –                 | –                     | 19      | 19      | 19      | 19      | 19      | 19      | 19      | 19      | 19      | 19      | 19      | 19      | 30     | 30     | 30     | 30     | 30     | 30     | 30     | 30     | 30     | 30     | 30     | 30     |        |        |        |        |

| Statystyki        | Statystyki |
| ----------------- | ---------- |
| Starty            | 19         |
| Zwycięstwa        | 0          |
| Miejsca na podium | 0          |
| Finalista         | 0          |
| Punkty            | 106        |

### Drużynowe mistrzostwa świata
- 1999 - Pardubice - IV miejsce - 1 punkt
- 2000 - Coventry - Srebrny medal - 5 punktów